# Patrick Vieira
Patrick Donalé Vieira (Dakar, Senegal, 23 de juny de 1976), és un exfutbolista professional francès d'origen senegalès, que va jugar al Cannes, AC Milan, Arsenal Football Club, Juventus FC, Inter de Milà i Manchester City FC. Vieira era un migcampista defensiu que jugava en la posició de «4» davant de la defensa, on no passava desapercebut pel seu físic d'1,91 m, per la seva qualitat tècnica i la personalitat que donava al centre del camp i a l'equip. El 14 de juliol de 2011 després de 18 anys com a futbolista, Patrick va anunciar que es retirava. Posteriorment fa d'entrenador de futbol.

## Palmarès

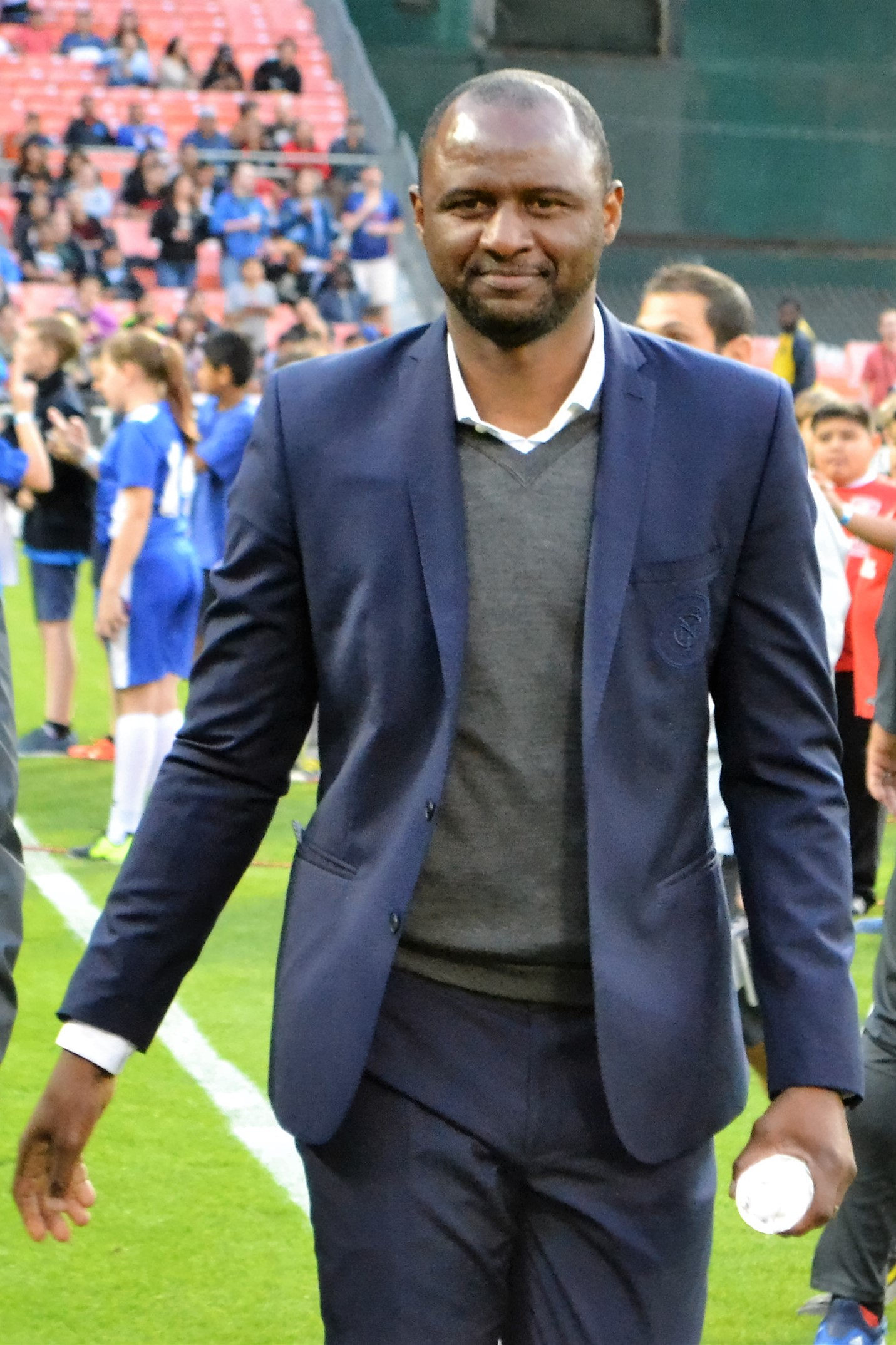
Vieira entrenador del NYCFC el 2016.

### Arsenal Football Club
- 3 Premier League: 1997-98, 2001-02 i 2003-04
- 4 FA Cup: 1997-98, 2001-02, 2002-03 i 2004-05
- 4 Community Shield: 1998, 1999, 2002 i 2004

### Internazionale
- 4 Serie A: 2006–07, 2007–08, 2008–09 i 2009–10
- 2 Supercoppa italiana: 2006 i 2008

### Manchester City
- 1 FA Cup: 2010-11

### França
- 1 Mundial de futbol: 1998
- 1 Eurocopa de futbol: 2000
- 1 Copa Confederacions de la FIFA: 2001

### Palmarès Individual
- 1 Màxim Golejador de la Copa Confederacions: 2001
- 1 Onze Ideal de la Eurocopa (Eurocopa 2000): 2000
- 1 Onze Ideal del Mundial de Futbol d'Alemanya: 2006
- 1 Jugador Francès de l'any: 2001
- 6 Onze Ideal de la Premier League: 1998–99, 1999–00, 2000-01, 2001–02, 2002–03 i 2003–04
- 1 Millor Jugador de la Temporada de la Premier League: 2000-01
- 1 Equip Ideal de la Lliga de Campions de la UEFA: 2001
- 1 Equip Ideal de Jugadors Estrangers de la dècada de la Premier League: Temporades: 1992-93 fins a la 2001-02
- 1 Equip Ideal de la década de la Premier League: Temporades: 1992-93 fins a la 2001-02
- 1 FIFA 100

### Palmarès
- Cavaller de la Légion d'honneur: 1998